# オオカサモチ
オオカサモチ（大傘持、学名：Pleurospermum uralense ）はセリ科オオカサモチ属の多年草。別名、オニカサモチ。

## 特徴
茎は直立し、太く中空で直径0.5-1.5cm、高さは1.5mに及ぶ。葉はやわらかく、長さ10-30cmになり、1-3回3出羽状複葉で、小葉や終裂片は羽状に中裂し先端がとがる。根出葉と下部の葉には長い葉柄がある。
花期は7-8月。茎頂と分枝した先端に大型の複散形花序をつけ、10数個の小散形花序をつける。小散形花序には20数個の、直径3mmになる小さな白色の5弁花がつく。複散形花序の下にある総苞片は羽状に切れ込むことが多く、小散形花序の下にある小総苞片は線形で、総苞片、小総苞片ともに垂れ下がる。果実は卵形で、油管は分果の表面側の各背溝下に1個、分果が接しあう合生面に2個ある。

## 分布と生育環境
日本では、北海道、本州中部以北に分布し、山地帯から高山帯の草地に生育する。世界では、アジア北東部に分布する。

## シノニム
- Pleurospermum austriacum (L.) Hoffm. subsp. uralense (Hoffm.) Sommier
- Pleurospermum austriacum auct. non (L.) Hoffm.
- Pleurospermum camtschaticum Hoffm.

## ギャラリー
- 葉は羽状に切れ込む。

## オオカサモチ属
オオカサモチ属（オオカサモチぞく、学名：Pleurospermum Hoffm.）はセリ科の属の一つ。背の高い越年草または多年草で、葉は大きな羽状複葉となる。花序の下の総苞片と小花序の下にある小総苞片は羽状に分裂することが多い。
ユーラシアに3種知られ、日本にはオオカサモチ1種がある。